# Malo Trojstvo
Malo Trojstvo falu Horvátországban Belovár-Bilogora megyében. Közigazgatásilag Veliko Trojstvo községhez tartozik.

## Fekvése
Belovártól légvonalban 11, közúton 13 km-re északkeletre, községközpontjától 4 km-re északra, a Bilo-hegység délnyugati lejtőin, a Bellovacka-patak mentén fekszik.

## Története
A mai falu akkor keletkezett, amikor a török uralom után a 17. századtól a területre folyamatosan telepítették be a keresztény lakosságot. A település 1774-ben az első katonai felmérés térképén a falu „Dorf Malo Troisztvo” néven szerepel. A település katonai közigazgatás idején a szentgyörgyi ezredhez tartozott.
Lipszky János 1808-ban Budán kiadott repertóriumában „Trojsztvo (Malo)” néven szerepel.  
Nagy Lajos 1829-ben kiadott művében „Trojsztvo (Malo)” néven 29 házzal, 168 katolikus vallású lakossal találjuk.
A katonai közigazgatás megszüntetése után Magyar Királyságon belül Horvátország részeként, Belovár-Kőrös vármegye Belovári járásának része volt. A településnek 1857-ben 181, 1910-ben 278 lakosa volt. Az 1910-es népszámlálás szerint teljes lakossága horvát anyanyelvű volt. 1918-ban az új szerb-horvát-szlovén állam, majd később Jugoszlávia része lett. 1941 és 1945 között a németbarát Független Horvát Államhoz, majd a háború után a szocialista Jugoszláviához tartozott. A háború után a fiatalok elvándorlása miatt lakossága folyamatosan csökkent. 1991-től a független Horvátország része. 1991-ben teljes lakossága horvát nemzetiségű volt. 2011-ben a településnek 158 lakosa volt.

## Lakossága
| Lakosság változása | Lakosság változása | Lakosság változása | Lakosság változása | Lakosság változása | Lakosság változása | Lakosság változása | Lakosság változása | Lakosság változása | Lakosság változása | Lakosság változása | Lakosság változása | Lakosság változása | Lakosság változása | Lakosság változása | Lakosság változása |
| ------------------ | ------------------ | ------------------ | ------------------ | ------------------ | ------------------ | ------------------ | ------------------ | ------------------ | ------------------ | ------------------ | ------------------ | ------------------ | ------------------ | ------------------ | ------------------ |
| 1857               | 1869               | 1880               | 1890               | 1900               | 1910               | 1921               | 1931               | 1948               | 1953               | 1961               | 1971               | 1981               | 1991               | 2001               | 2011               |
| 181                | 217                | 230                | 254                | 263                | 278                | 265                | 277                | 294                | 276                | 286                | 269                | 255                | 249                | 178                | 158                |

## Nevezetességei
A Szentlélek tiszteletére szentelt római katolikus kápolnáját már 1720-ban említik. 1739-ben és 1743-ban is teljesen megújították. A 19. század közepére mégis olyan rossz állapotba került, hogy le kellett bontani. A mai kápolnát 1929-ben építették. Kisméretű épület északnyugati tájolású szentéllyel, piramis alakú toronysisakkal fedett harangtornya a délkeleti homlokzat felett magasodik. A kápolna a főutca mellett áll, mögötte a falu szélén található a falu temetője.